# Маквудс, Эрик
Эрик Лемонд Маквудс (англ. Eric Lemond Mc Woods; род. 21 октября 1995, Сент-Луис, Миссури) — американский футболист.

## Карьера
Начинал карьеру в американских командах из низших лиг. В конце года прибыл в Швецию на 12-дневный просмотр футболистов. После него агент форварда Александр Чекулаев посоветовал ему перейти в эстонский клуб «Нарва-Транс». В январе 2019 года он подписал с ним контракт, став первым американским легионером в истории команды. Маквудс быстро стал одним из лидеров коллектива и любимцем нарвских болельщиков. В мае он помог клубу победить в Кубке Эстонии., а в августе игрок был признан лучшим игроком прошлого месяца в Премиум-лиге. По итогам сезона вошёл в символическую сборную турнира. В 31 матче он забил 13 голов.
В ноябре 2019 года стало известно, что футболист покинул клуб. Свою карьеру он продолжил в венгерском «Залаэгерсеге».

## Достижения
- Обладатель Кубка Эстонии (1): 2018/19.